# Harry Lehmann (Parfümerie)

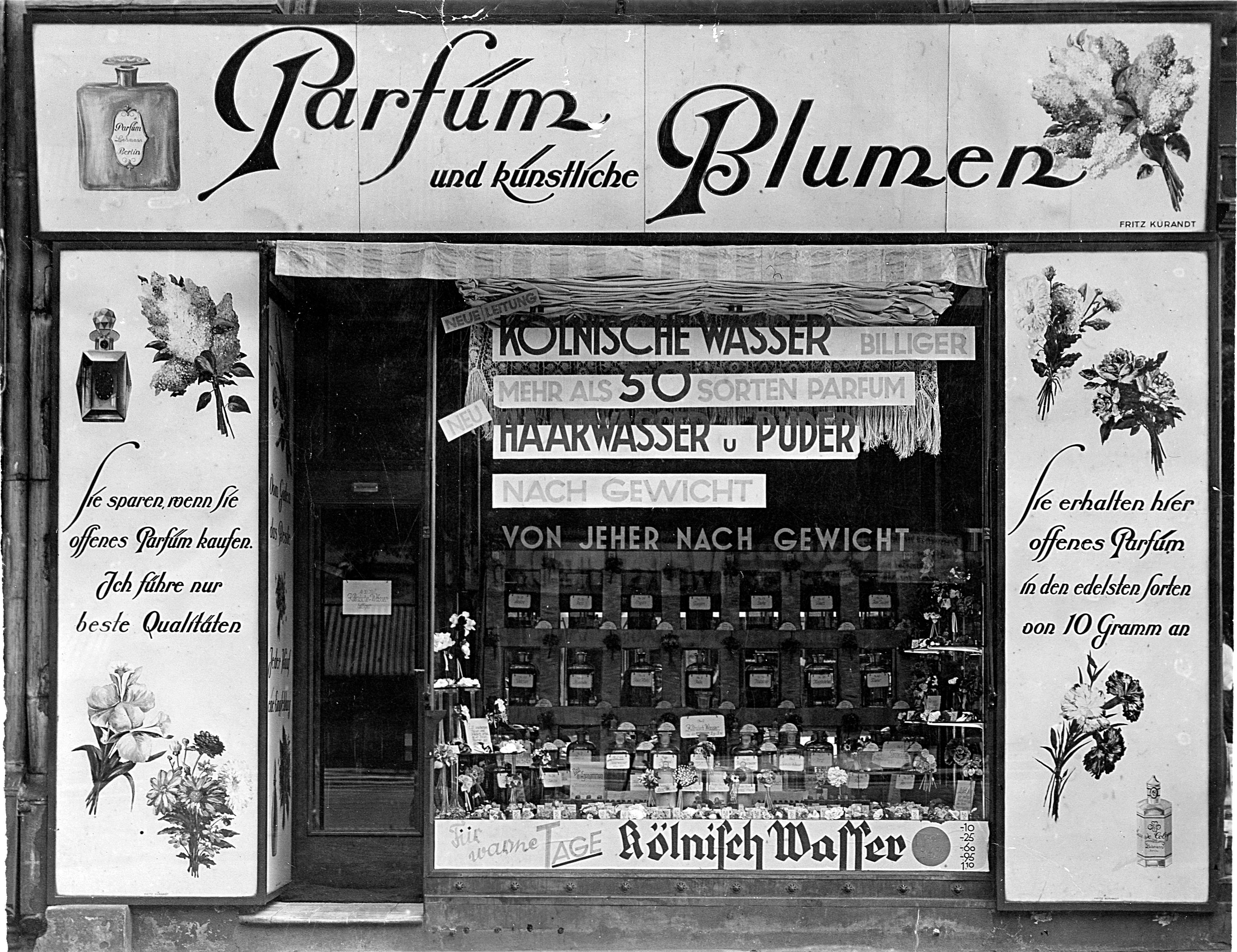
Harry Lehmann erstes Ladengeschäft, 1926

Harry Lehmann ist eine im Jahr 1926 von Eduard Lehmann und seinem Sohn Harry Lehmann gegründete Parfümerie in Berlin. Das Unternehmen entwickelt und verkauft seit seiner Gründung hauseigene Düfte.

## Allgemein
Die Parfümerie Harry Lehmann zeichnet sich seit ihrer Gründung in den 1920er Jahren vor allem durch ihr Konzept des Verkaufs von Parfüm nach Gewicht sowie der bis 2022 existierenden Kombination künstlicher Blumen und Duft aus. Diese Kunstblumen wurden ursprünglich (nach Angaben des ehemaligen Besitzers Lutz Lehmann) mit einem entsprechenden Parfüm besprüht und anschließend als Dekoration sowie Raumduft verwendet.
Hierdurch entwickelte sich Harry Lehmann zu einer anerkannten Größe in der Berliner Parfümszene. Bekannte Besucher waren unter anderem die deutsch-amerikanische Schauspielerin und Sängerin Marlene Dietrich sowie der US-amerikanische Journalist Ronald Holloway.

## Geschichte

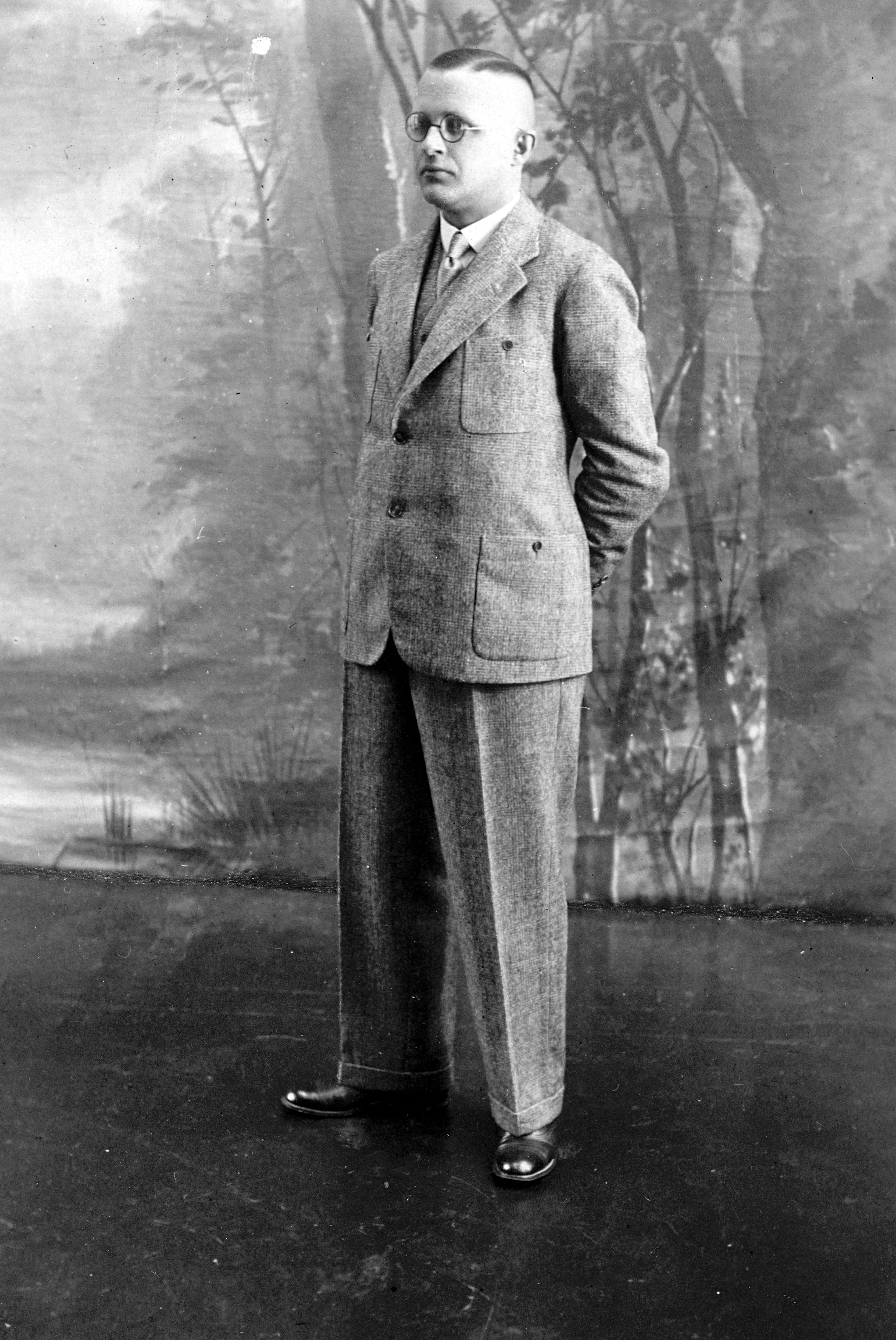
E. Harry S. Lehmann, Berlin, 1929

Nachdem der deutsche Unternehmer und Gründer Eduard Lehmann in Südfrankreich das  Parfümhandwerk erlernte, gründete er gemeinsam mit seinem Sohn Eduard Harry Samuel Lehmann 1926 in Berlin seine erste Parfümerie. Dieses ursprünglich in der Potsdamer Straße ansässige Geschäft musste aufgrund verschiedener Umstände mehrere Male ihren Standort wechseln.
1940 erfolgte der erste Umzug in die Friedrichstraße, allerdings wurde dieses Geschäft durch die Folgen des Zweiten Weltkriegs zerstört, wodurch das Unternehmen im Jahr 1946 an die Friedrichstraße / Ecke Mohrenstraße zog. Aufgrund der Teilung Berlins erfolgte 1951 ein erneuter Standortwechsel in die Joachimsthaler Straße und neue Filialen entstanden in der Karl-Marx-Straße, Wilmersdorfer Straße sowie von 1958–1964 ein zusätzliches Geschäft in Frankfurt am Main.
Seit 1958 befindet sich die Parfümerie in der Kantstraße 106 im Ortsteil Charlottenburg.

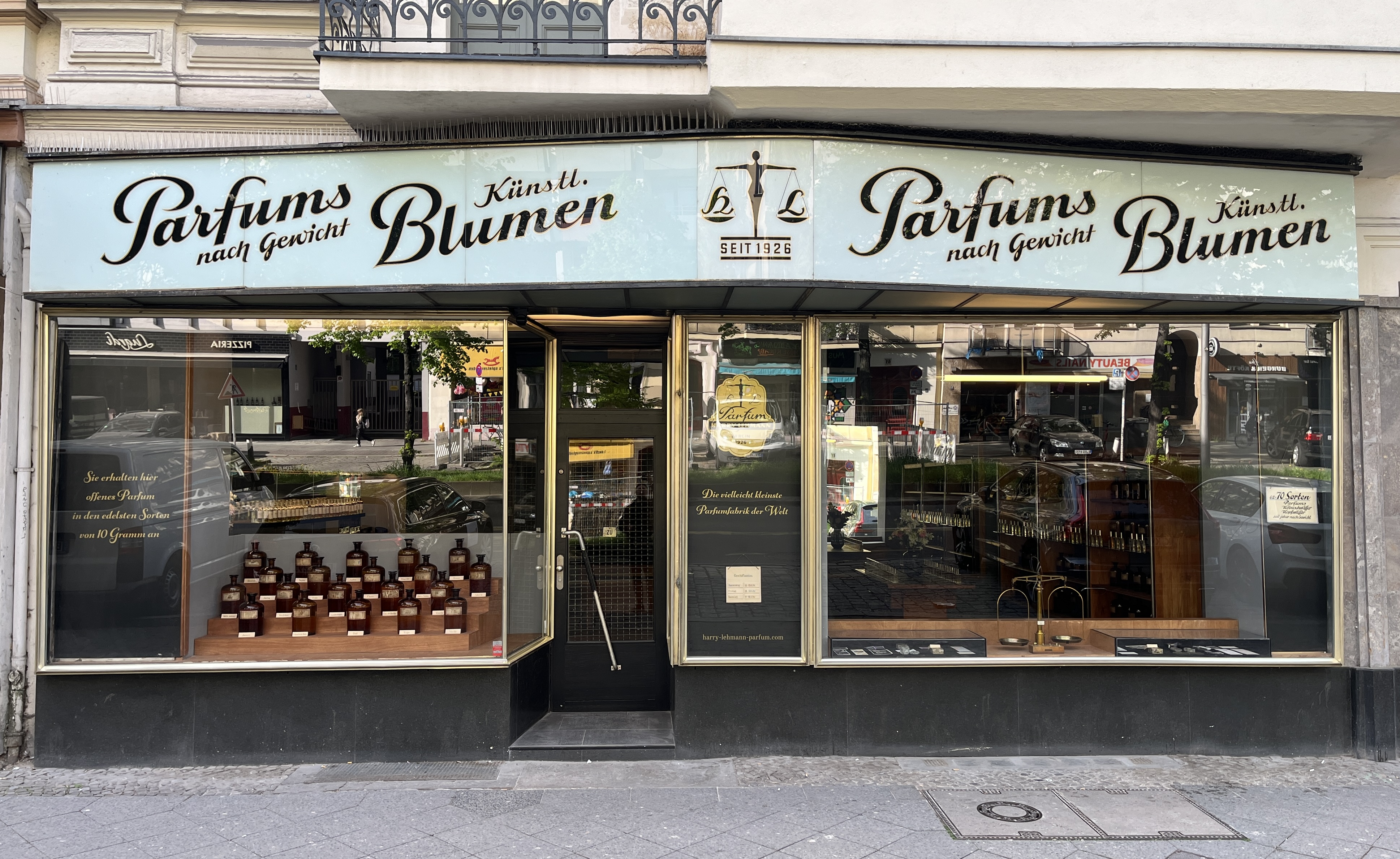
Harry Lehmann, Ladengeschäft, 2025

Nach Harry Lehmanns Tod übernahm sein Sohn Lutz Lehmann das Geschäft und führte es in dritter Generation weiter. Unter seiner Leitung wurde die Tradition der eigenen Duftentwicklung fortgesetzt und das Geschäft blieb ein fester Bestandteil der Berliner Kulturlandschaft.
Im Mai 2022 verstarb Lutz Lehmann, woraufhin der Betrieb vorübergehend eingestellt wurde. Im August 2023 übernahmen zwei Berliner Unternehmer die Parfümerie. Im März 2024 wurde diese wiedereröffnet.